# Aracnoidite
 L'aracnoidite è una condizione infiammatoria dell'aracnoide, una delle membrane note come meningi che circondano e proteggono i nervi del sistema nervoso centrale, inclusi il cervello e il midollo spinale. L'aracnoide può infiammarsi a causa di reazioni avverse a sostanze chimiche, infezione da batteri o virus, come risultato di lesioni dirette alla colonna vertebrale, compressione cronica dei nervi spinali, complicanze dovute a chirurgia spinale o altre procedure spinali invasive, o iniezione intratecale accidentale di steroidi destinati allo spazio epidurale. L'infiammazione a volte può portare alla formazione di tessuto cicatriziale e aderenze che possono far "aderire" i nervi spinali, una condizione in cui tale tessuto si sviluppa all'interno e tra le leptomeningi. La condizione è estremamente dolorosa, specialmente quando progredisce verso l'aracnoidite adesiva. Un'altra forma della condizione è l'aracnoidite ossificante, in cui l'aracnoide si ossifica o si trasforma in osso e si ritiene che sia una complicanza in fase avanzata della forma adesiva dell'aracnoidite.

## Sintomatologia

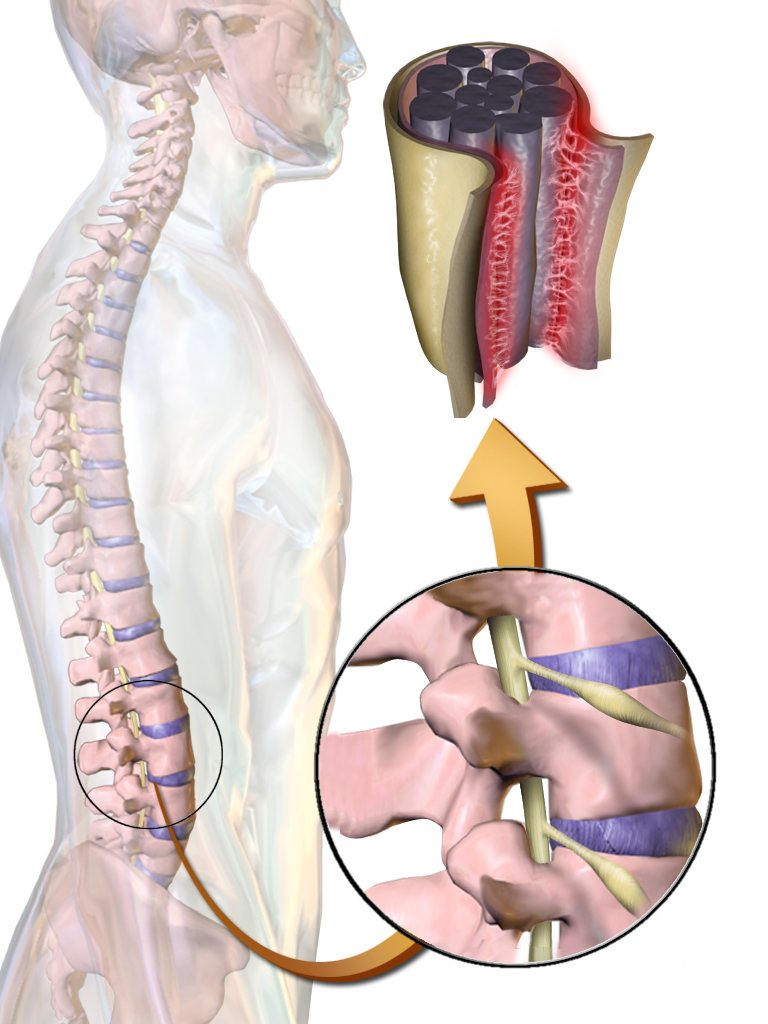
Un'illustrazione dell'aracnoidite

L'infiammazione aracnoidea può portare a molti sintomi dolorosi e debilitanti che possono variare notevolmente in ogni caso e non tutte le persone manifestano tutti i sintomi. Il dolore cronico è comune, inclusa la nevralgia, mentre intorpidimento e formicolio delle estremità possono verificarsi con il coinvolgimento del midollo spinale; il funzionamento di intestino, vescica e organi sessuali possono essere compromesso se è coinvolta la parte inferiore del midollo spinale. Sebbene l'aracnoidite non abbia un modello coerente di sintomi, colpisce spesso i nervi che afferiscono alle gambe e alla parte bassa della schiena. Molti pazienti hanno difficoltà a stare seduti per lunghi (o anche brevi) periodi di tempo a causa di disagio o dolore, o a causa di sintomi neurologici efferenti o altri sintomi motori, come difficoltà nel controllo degli arti. La difficoltà a stare seduti può essere problematica per i pazienti che hanno difficoltà a stare in piedi o camminare per lunghi periodi, poiché le sedie a rotelle non sono sempre utili in questi casi.

## Eziologia
La causa principale della condizione non è del tutto chiara e sembra avere molteplici cause, inclusa la causa iatrogena da terapia di iniezione di steroidi epidurali quando somministrati accidentalmente per via intratecale (all'interno della dura madre, il sacco che avvolge l'aracnoide mater), o da mezzi di contrasto utilizzati nella mielografia prima dell'introduzione di metrizamide. Altri processi infiammatori non infettivi includono la chirurgia, l'emorragia intratecale e la somministrazione di anestetici (ad es. cloroprocaina) e steroidi (ad es. prednisolone, triamcinolone acetonide). Esistono molte altre cause, inclusi processi infettivi, infiammatori e neoplastici. Le cause infettive includono agenti batterici, virali, fungini e parassitari. Un precedente intervento chirurgico alla colonna vertebrale è stato documentato come causa di aracnoidite ossificante, così come per la forma adesiva. Può anche essere causato dalla pressione a lungo termine da parte di una grave ernia del disco o di una stenosi spinale.

## Diagnosi
Per la forma ossificante della condizione, la TAC può mostrare meglio la presenza e l'estensione delle ossificazioni aracnoidee ed è complementare alla risonanza magnetica, poiché la risonanza magnetica può essere meno specifica e i risultati possono essere confusi con le regioni di calcificazione o emosiderina.

## Terapia
L'aracnoidite è difficile da trattare e il trattamento è generalmente limitato all'alleviamento del dolore e di altri sintomi. Mentre l'aracnoidite potrebbe non essere ancora curabile e può alterare in modo significativo la vita, la gestione della condizione, inclusi farmaci, terapia fisica e, se appropriata, psicoterapia, può aiutare i pazienti ad affrontare le difficoltà che presenta. L'intervento chirurgico generalmente ha un esito sfavorevole e può fornire solo un sollievo temporaneo, ma sono stati segnalati alcuni casi di successo chirurgico. Le iniezioni epidurali di steroidi per il trattamento del dolore sciatico sono state collegate come causa della malattia dalla Food and Drug Administration degli Stati Uniti e da altre ricerche, e sono quindi sconsigliate come trattamento per l'aracnoidite poiché molto probabilmente peggiorerebbero la condizione. Alcuni pazienti beneficiano di dispositivi di assistenza motorizzati come il segway o sedie a rotelle in piedi, sebbene questi tipi di dispositivi possano essere fuori dalla portata di chi ha mezzi economici limitati. Vanno valutate in ogni caso la resistenza in piedi e la tolleranza alle vibrazioni prima di considerare tali dispositivi.

## Prognosi
L'aracnoidite è una malattia cronica senza una cura nota e la prognosi può essere difficile da determinare a causa di una correlazione poco chiara tra l'inizio della malattia e la comparsa dei sintomi. Per molti, l'aracnoidite è una malattia invalidante che causa dolore cronico e deficit neurologici, e può anche portare ad altre condizioni patologiche del midollo spinale, come la siringomielia.